# Texas Battle
Clifton Quincy Battle (Houston, 9 de agosto de 1976), conhecido por seu nome artístico Texas Battle, é um ator norte-americano de cinema e televisão. Ele já apareceu nos filmes de terror Final Destination 3 e Wrong Turn 2, e também teve um papel de destaque na soap opera da rede CBS The Bold and the Beautiful. Ele criou a Texas Battle Foundation para ajudar crianças desprivilegiadas na África do Sul.

## Primeiros anos
Battle nasceu em Houston, no Texas e frequentou a Universidade do Texas, pela qual obteve especialização em Cinesiologia. Após concluir sua graduação, ele trabalhou como professor substituto. Mudou-se então para Los Angeles, a fim de seguir seu sonho de se tornar ator profissional.

## Carreira
Em maio de 2008, Battle entrou para o elenco da soap opera da rede CBS The Bold and the Beautiful, interpretando um personagem chamado Marcus Forrester. O novo ator chegou ao programa como o primeiro afro-americano cuja história apresentava profundidade no enredo; seu personagem era um jovem negro que se descobria o filho perdido de uma personagem branca. A respeito desse papel, ele comentou: "É disso que eu sempre quis fazer parte. É sempre bom fazer parte de um bom ambiente, um bom elenco, pessoas que se dão bem, amam o que fazem, dispostas ao trabalho, sem excesso de individualidade." Esse trabalho rendeu-lhe três indicações ao NAACP Image Award.
Ele é mais conhecido por seus papéis nos filmes Coach Carter, Final Destination 3, Wrong Turn 2: Dead End e Dragonball Evolution. Em 2010, Battle apareceu como Tommy Davis na refilmagem de The Legend of Boggy Creek, longa-metragem de terror de 1972 centrado na figura do Pé-grande. Battle interpretou Dixon em The Task, uma produção da After Dark Originals. O ator também apareceu na primeira temporada da série Death Valley, que vai ao ar pela MTV.

## Filantropia
Em 2013, Battle visitou a Cidade do Cabo, na África do Sul para filmar um projeto. Durante o tempo em que esteve lá, ele conheceu um grupo de crianças que dançavam descalças na rua. Elas contaram ao ator sobre suas precárias condições de vida, o motivo de dançarem e a paixão que tinham pela música e a dança. Tocado pela história de cada criança, Battle resolveu ajudá-las, criando a Texas Battle Foundation, cujo objetivo é fornecer um sistema de apoio que melhore a vida das crianças carentes sul-africanas e quebre o ciclo da pobreza. Desde então, Battle fez da África do Sul a sua segunda casa.

## Vida pessoal
O ator gosta de passar seu tempo livre na praia, malhando e jogando basquete. Ele também tem interesse pela música rap.

## Filmografia parcial
| Ano     | Título                     | Papel                            | Notas              |
| ------- | -------------------------- | -------------------------------- | ------------------ |
| 2002    | 7 Lives XPosed             | Curt                             |                    |
| 2005    | Coach Carter               | Maddux                           |                    |
| 2005    | All of Us                  | Thomas Harper                    | Série de televisão |
| 2005    | One Tree Hill              | Tony Battle                      | Série de televisão |
| 2005    | Even Money                 | Darius Jackson                   |                    |
| 2006    | Final Destination 3        | Lewis Romero                     |                    |
| 2007    | Committed                  | Tony                             | Série de televisão |
| 2007    | Wrong Turn 2: Dead End     | Jake                             |                    |
| 2008-13 | The Bold and the Beautiful | Marcus Forrester                 | Série de televisão |
| 2009    | Hydra                      | Ronnie Kaplan                    |                    |
| 2009    | Hitting the Bricks         | Mello                            |                    |
| 2009    | Dragonball Evolution       | Carey Fuller                     |                    |
| 2010    | The Task                   | Dixon                            |                    |
| 2010    | Boggy Creek                | Tommie Davis                     |                    |
| 2011    | Death Valley               | Oficial John "John-John" Johnson | Série de televisão |
| 2013    | SAF3                       | Texas Daly                       |                    |
| 2015    | Greater                    | Anthony Lucas                    |                    |
| 2016    | Marauders'                 | T. J. Jackson                    |                    |

## Prêmios e indicações
| Ano  | Prêmio                                                            | Trabalho                   | Resultado | Ref    |
| ---- | ----------------------------------------------------------------- | -------------------------- | --------- | ------ |
| 2009 | NAACP Image Award for Outstanding Actor in a Daytime Drama Series | The Bold and the Beautiful | Indicado  | [ 13 ] |
| 2010 | NAACP Image Award for Outstanding Actor in a Daytime Drama Series | The Bold and the Beautiful | Indicado  | [ 13 ] |
| 2012 | NAACP Image Award for Outstanding Actor in a Daytime Drama Series | The Bold and the Beautiful | Indicado  | [ 14 ] |